# Джером (Аризона)
Джером (англ. Jerome) — город в округе Явапаи, штат Аризона, США. Он основан в конце 19 века на холме Клеопатры с видом на долину Верде. Город находится более чем на 5 000 футов (1500 м) над уровнем моря и в 160 км к северу от Финикса вдоль Государственного маршрута 89A между Седоной и Прескоттом. Джером в свое время поддерживался богатыми медными рудниками и был домом для 5 000 человек в 1920-х годах. По состоянию на 2010 год, численность населения составляла 444 человека.
Город обязан своим существованием в основном двум рудным месторождениям, которые образовались около 1,75 миллиарда лет назад вдоль кольцевого разлома в кальдере подводного вулкана. Тектонические движения плит, столкновения плит, подъемы, отложения, эрозия и другие геологические процессы в конечном итоге обнажили верхушку одного из рудных месторождений и подтолкнули другое ближе к поверхности, оба вблизи Джерома. В конце 19 века шахта United Verde, разработанная Уильямом А. Кларком, извлекла руду, содержащую медь, золото, серебро и другие металлы из более крупного из двух. Шахта United Verde Extension UVX, принадлежащая Джеймсу Дугласу-младшему, зависела от второго месторождения. В общей сложности медные месторождения, обнаруженные в окрестностях Джерома, были одними из самых богатых когда-либо найденных.

## История

### 19 век
Этот район стал частью Мексики, когда Мексика получила независимость от Испании в 1821 году. После Американо-Мексиканской войны он перешёл под юрисдикцию США.
Ангус Маккиннон и Моррис А. Раффнер подали первые заявки на добычу меди в этом месте в 1876 году. В 1880 году Фредерик А. Тритл, губернатор Аризонской территории, и Фредерик Ф. Томас, горный инженер из Сан-Франциско, выкупили эти претензии у первоначальных владельцев. В 1883 году с помощью восточных финансистов, включая Джеймса Макдональда и Юджина Джерома из Нью-Йорка, они создали объединенную медную компанию Verde. В честь Юджина Джерома, который стал секретарем компании, был назван небольшой шахтерский лагерь на холме Клеопатры. "United Verde" построила небольшую плавильню в Джероме и проложила от нее пути к Прескотту, долине Верде и железнодорожному депо Атлантики и Тихого океана в Эш-форке. Однако перевозка на вагонах была дорогой, и в конце 1884 года, после того как цена на медь упала на 50 процентов, компания прекратила все операции на участке.
Четыре года спустя Уильям Кларк, сколотивший состояние на добыче полезных ископаемых и коммерческих предприятиях в Монтане, купил "United Verde" и, среди прочих улучшений, расширил завод. Он приказал построить узкоколейную железную дорогу до Джером-Джанкшн, железнодорожной станции в 27 милях (43 км) к западу. По мере расширения добычи руды население Джерома выросло с 250 человек в 1890 году до более чем 2500 к 1900 году. К тому времени рудник "United Verde" стал ведущим производителем меди на территории Аризоны, где работало около 800 человек, и был одним из крупнейших рудников в мире. За 77-летний срок службы (с 1876 по 1953 год) эта шахта произвела почти 33 миллиона тонн медной, золотой, серебряной, свинцовой и цинковой руды. Металлы, произведенные United Verde и UVX, другой большой шахтой в Джероме, стоили более 1 миллиарда долларов. По мнению геологов Лона Эббота и Терри Кука, объединенные медные месторождения Джерома были одними из самых богатых, когда-либо найденных.
К 1883 году у Джерома появилось почтовое отделение. В 1884 году здесь была построена школа, а в 1889 году - Публичная библиотека. В 1894-1898 года произошли четыре крупных пожара, разрушивших большую часть делового района и половину домов общины. В 1899 году Джером получил статус города. Первым мэром стал местный торговец и фермер Уильям Мундс.
К 1900 году у Джерома появились церкви, братские организации и центр города с кирпичными зданиями, телефонной службой и электрическим освещением. Среди процветающих предприятий были те, которые были связаны с алкоголем, азартными играми и проституцией.

### Начало 20 века
Джером, который был юридически отделен от United Verde и поддерживал многие независимые предприятия, не соответствовал определению города-компании, хотя он зависел в течение десятилетий в основном от одной компании. В 1914 году отдельная компания, United Verde Extension Mining Company (UVX), возглавляемая Джеймсом С. Дугласом-младшим, обнаружила второе рудное местопрждение рядом с Джеромом. Шахта UVX, также известная как шахта Little Daisy, стала чрезвычайно прибыльной: только в течение 1916 года она произвела меди, серебра и золота на 10 миллионов долларов, из которых 7,4 миллиона долларов были чистой прибылью. Эта шахта в конечном счете добыла руды на сумму более 125 миллионов долларов и выплатила дивиденды на сумму более 50 миллионов долларов.
Первая мировая война значительно увеличила спрос на медь. К 1916 году количество компаний, занимающихся добычей вблизи Джерома, достигло 22. В этих компаниях работало около 3000 шахтеров. Тем временем "United Verde" строила большой плавильный комплекс и город компании Кларкдейл, а также стандартную железную дорогу, туннель Верде и плавильную железную дорогу, чтобы доставлять руду со своей шахты на новую плавильню. После открытия новой железной дороги в 1915 году, компания демонтировала плавильный завод Jerome и преобразовала шахту в открытый карьер к 1919 году. Переход от подземной к открытой разработке произошел в результате серии пожаров, некоторые из которых горели десятилетиями, в высокосернистых рудниках шахты. Удаление вскрыши и заливка смеси из воды, отработанной руды и песка в трещины пород помогли контролировать пожары. К 1918 году UVX также имел свой собственный плавильный завод в своем собственном городе компании недалеко от Коттонвуда; город компании был назван Клемансо в 1920 году. В 1929 году компания "Verde Central" открыла еще одну шахту примерно в миле к юго-западу от Джерома.
Трудовая ситуация в Джероме была сложной. Три отдельных профсоюза: Международный союз шахтеров, мельников и плавильщиков (MMSW), промышленные рабочие мира или IWW и Латинская Лига защиты, которая представляла около 500 мексиканских шахтеров — имели членов в Джероме. В 1917 году произошли две забастовки шахтеров с участием IWW, которые организовывали забастовки в Аризоне и других штатах. Рассматриваемые как угроза со стороны деловых кругов, а также других профсоюзов, "воббли", как их называли, на национальном уровне иногда подвергались жестоким преследованиям. MMSW, который в мае объявил забастовку против United Verde, относился к сопернику IWW с враждебностью и не признавал его законным.
В июле IWW призвали к забастовке против всех шахт в округе. Три дня спустя около 250 вооруженных линчевателей окружили по меньшей мере 60 подозреваемых членов IWW, погрузили их в вагон для скота и вывезли из города. Девять членов IWW, по мнению департамента шерифа Прескотта, были арестованы и временно заключены в тюрьму в Прескотте, хотя никогда не обвинялись в преступлении; другие были доставлены в Нидлс, Калифорния, затем в Кингман, Аризона, где они были освобождены после обещания воздержаться от "дальнейшей агитации".

### После 1920-х
После непродолжительного послевоенного спада в 1920-е годы в Джероме снова начался бум. Цены на медь выросли до 24 центов за фунт в 1929 году. Заработная плата росла, потребители тратили деньги, а бизнес города, включая пять автомобильных дилерских центров, процветал. United Verde, стремясь к стабильным трудовым отношениям, добавила пособия по инвалидности и страхованию жизни для своих работников и построила бейсбольное поле, теннисные корты, бассейны и общественный парк в Джероме. Обе компании пожертвовали средства Публичной библиотеке Джерома и помогли финансировать проекты для школ, церквей и больниц города.
В 1930 году, после начала Великой Депрессии, цена на медь упала до 14 центов за фунт. Из-за этого главные компании города начала сокращать свою рабочую силу; UVX работал в убыток, а третья большая шахта, Verde Central, полностью закрылась. В 1932 году цена на медь упала до 5 центов за фунт, что привело к увольнениям, временным закрытиям и сокращению заработной платы в округе Верде. В 1935 году семья Кларк продала United Verde Фелпсу Доджу, а в 1938 году UVX вышел из бизнеса.
Между тем, проблема оседания, которая непоправимо повредила по крайней мере 10 зданий в центре города к 1928 году, ухудшилась в течение 1930-х годов. Десятки зданий, включая почту и тюрьму, исчезли, когда земля под ними ушла под воду. причинами, способствовавшими этому, были геологические разломы в районе, взрывные колебания в шахтах и эрозия, которая, возможно, усугубилась из-за дыма плавильных печей, убивающих растительность.
Добыча полезных ископаемых в округе Верде продолжалась на сниженном уровне до 1953 года, когда Фелпс Додж закрыл шахту "Юнайтед Верде". Впоследствии численность населения Джерома упала ниже 100 человек. Чтобы город не исчез полностью, его оставшиеся жители обратились к туризму и розничным продажам. Они организовали историческое общество Джерома в 1953 году и открыли музей и сувенирный магазин.
Чтобы стимулировать туризм, руководители города искали Национальный исторический статус для Джерома. Он был предоставлен федеральным правительством в 1967 году. В 1962 году наследники Джеймса Дугласа подарили его особняк над шахтой UVX штату Аризона, который использовал его для создания Исторического парка. Спонсируя музыкальные фестивали, исторические туры, праздники и гонки, сообщество преуспело в привлечении посетителей и новых предприятий, которые в 21 веке включают художественные галереи, ремесленные магазины, винодельни, кофейни и рестораны.

## Климат
Июль, как правило, самый теплый месяц в Джероме, а январь самый холодный. Самая высокая зарегистрированная температура составляла 42°C (2003 год), а самая низкая -15°C (1963 год). Август является самым влажным месяцем, во время которого выпадает в среднем 79 мм осадков. Весенние месяцы апрель-июнь обычно не имеют значительных осадков.
Большинство осадков поступает как дождь, однако снег тоже возможен: январе выпадает в среднем около 13 см. В Джероме часто наблюдается ветреная погода, особенно весной и осенью. Летом случаются сильные грозы.
| Показатель                                             | Янв. | Фев. | Март | Апр. | Май | Июнь | Июль | Авг. | Сен. | Окт. | Нояб. | Дек. | Год |
| ------------------------------------------------------ | ---- | ---- | ---- | ---- | --- | ---- | ---- | ---- | ---- | ---- | ----- | ---- | --- |
| Абсолютный максимум, °C                                | 24   | 28   | 29   | 33   | 37  | 40   | 42   | 41   | 39   | 34   | 29    | 24   | 42  |
| Средний суточный максимум, °C                          | 11   | 12   | 16   | 20   | 25  | 31   | 32   | 31   | 28   | 22   | 16    | 11   | 21  |
| Средний суточный минимум, °C                           | 1    | 2    | 4    | 7    | 12  | 17   | 19   | 18   | 16   | 11   | 5     | 1    | 9   |
| Абсолютный минимум, °C                                 | −15  | −13  | −8   | −5   | −3  | 4    | 7    | −1   | 4    | −6   | −9    | −15  | −15 |
| Норма осадков, мм                                      | 44   | 48   | 45   | 27   | 14  | 10   | 65   | 79   | 37   | 32   | 32    | 38   | 471 |
| Источник: Western Regional Climate Center (1897–2005). |      |      |      |      |     |      |      |      |      |      |       |      |     |

## Население
| Год переписи | Нас. |  | %±      |
| ------------ | ---- |  | ------- |
| 1890         | 250  |  | —       |
| 1900         | 2861 |  | 1044,4% |
| 1910         | 2393 |  | −16,4%  |
| 1920         | 4030 |  | 68,4%   |
| 1930         | 4932 |  | 22,4%   |
| 1940         | 2295 |  | −53,5%  |
| 1950         | 1233 |  | −46,3%  |
| 1960         | 243  |  | −80,3%  |
| 1970         | 290  |  | 19,3%   |
| 1980         | 420  |  | 44,8%   |
| 1990         | 403  |  | −4%     |
| 2000         | 329  |  | −18,4%  |
| 2010         | 444  |  | 35%     |
| 2016         | 455  |  | 2,5%    |

По данным переписи 2010 года, в Джероме проживало 444 человека, включая 253 домашних хозяйства, 93 из которых были семьями, состоящими из одного домовладельца и одного или нескольких человек, связанных с домовладельцем по рождению, браку или усыновлению. Остальные 160 не были членами семей. Расовый состав жителей составлял почти 94% белых, а остальные 6% были перечислены в переписи как афроамериканцы, коренные американцы, азиаты и другие. Испаноязычные составляли 6% населения независимо от расы. Население почти равномерно распределенно по половому признаку и состоит из 226 женщин со средним возрастом 54 года и 218 мужчин со средним возрастом 55 лет. Численность населения в 2016 году составила 455 человек.
По состоянию на 2014 год средний доход домохозяйства в городе составлял около 32 000 долларов в год. Около 10% семей в Джероме имели доходы ниже черты бедности.